# Heinrich Graeber
Johann Heinrich Graeber († Oktober 1865 in Mayen) war ein preußischer Kreissekretär, der 1858/59 auftragsweise die Aufgaben des Landrates im Kreis Mayen wahrnahm.

## Leben
Der evangelische Graeber war Kreiskanzlist sowie ab 1858 Kreissekretär in Mayen. Nach dem Tod von Joseph von Brewer übernahm Graeber auftragsweise von September 1858 bis zum 9. Februar 1859 die Aufgaben des Landrates im Kreis Mayen. Der verheiratete Graeber starb 1865.